# 三本松村
三本松村（さんぼんまつむら）は、奈良県宇陀郡にあった村。昭和の大合併に伴い、室生村の一部となった。現在は宇陀市の一部。

## 沿革
- 1889年4月1日 - 町村制施行に伴い三本松村・新向淵村・古向淵村・大野村・砥取村・滝谷村・西谷村・龍口村が合併して宇陀郡三本松村が成立。
- 1912年 - 大字新向淵と古向淵が統合され大字向淵となる。
- 1955年2月11日 - 室生村・山辺郡東里村と合併して室生村となり消滅。